# Balla italiano
Balla italiano è un album della cantante pop italiana Jo Squillo, pubblicato nel 1993 dall'etichetta discografica Carosello.

## Il disco
L'album è stato anticipato dalla partecipazione della cantante al Festival di Sanremo 1993, dove ha interpretato l'omonimo brano Balla italiano, pubblicato anche come singolo, venendo tuttavia eliminata dopo la prima esecuzione.
Il disco contiene i remix di tre vecchi successi della cantante: Aria, Siamo donne e Me gusta il movimento.
Il brano rap Voglio un microfono, con cui Jo Squillo ha partecipato al Cantagiro durante l'estate di quell'anno, è stato presentato in varie trasmissioni televisive e utilizzato come sigla dell'omonimo programma radiofonico presentato dalla cantante su Radio Dimensione Suono.

## Tracce
1. Balla italiano
2. Saltate tutti
3. Voglio un microfono
4. Non siamo mica tutti scemi
5. Contraddizioni
6. Per una come me
7. L'orto sulla luna
8. Aria (remix)
9. Siamo donne (remix)
10. Me gusta il movimento (remix)